# 김상호 (1971년)
김상호(金相鎬, 1971년 3월 8일 ~ )는 대한민국의 정치인이다. 대구광역시 동구의원을 지냈다.

## 학력
- 한양사이버대학교 경영정보학과 휴학
- 영남대학교 경영대학원 경영학과 석사학위과정 재학

## 경력
- 대구 북구 체조협회 회장
- 대구 동구 자율방범대 수석부회장
- 민주평화통일자문회의 대구 동구 협의회 자문위원
- 대구 동부경찰서 청소년지도위원
- 영신고등학교 운영위원회 부위원장
- 동촌초등학교 운영위원회 운영위원
- 동촌중학교 운영위원회 운영위원
- 자유한국당 대구시당 동구 을 청년위원장
- 유선아덴힐즈 아파트 입주자 대표
- 대구 동구청 교육발전장학회 감사
- 대한민국 녹색환경문화 NGO연맹 고문
- 영남장애인협회 동구지부 자문위원장
- 미래통합당 대구시당 부위원장
- 2020.04 ~ 2022.06 제8대 대구광역시 동구의회 의원
  - 2020.04 ~ 2020.07 제8대 대구광역시 동구의회 전반기 운영자치행정위원회 위원
  - 2020.07 ~ 2022.06 제8대 대구광역시 동구의회 후반기 기획행정위원회 부위원장
- 2022.07 ~ 제9대 대구광역시 동구의회 의원
  - 2022.07 ~ 제9대 대구광역시 동구의회 전반기 기획행정위원회 위원

## 수상
- 2012.02 대구동부경찰서 감사장
- 2012 대구 동구의회 의장 표창장
- 2012.10 대구지방경찰청장 감사장
- 2013.01 대구지방경찰청장 감사장
- 2014.05 대구동부경찰서 감사장
- 2014.10 대구동부경찰서 감사장
- 2014.12 대구지방경찰청장 감사장
- 2015 대구동구청장 표창장
- 2016 대구시의회 의장 표창장
- 2017 대구시장 표창장
- 2017.06 대구지방경찰청장 감사장
- 2018 국회의원 정종섭 표창장
- 2019 제501보병여단 2대대장 중령 공현우 표창장
- 2019 국회의원 김규환 표창장
- 2019 자유한국당 당대표 황교안 표창장

## 역대 선거 결과
|  | 10.05% |

|  | 66.13% |

|  | 26.65% |